# SGS Fortitudo
Società di Ginnastica e Scherma Fortitudo, zkráceně jen Fortitudo byl italský fotbalový klub, sídlící ve městě Řím z regionu Lazio. Původně to byl gymnastický a šermířský oddíl, který v roce 1908 byl založen i fotbalový oddíl.

## Historie
V roce 1908 byl založen i fotbalový oddíl, který začal hrát ve 3. lize. Až v sezoně 1913/14 hrál prvně nejvyšší ligu. Do roku 1926, kdy bylo nařízeno sloučení s klubem SS Pro Řím, byl nejlepším umístění ze sezony 1921/22, kdy prohrály ve finále mistrovství s Pro Vercelli celkovým skóre 2:8. Poté se klub přejmenoval na Società Fascista Fortitudo Pro Roma.
Pod tímto názvem klub fungoval jen jednu sezonu. Poté se začalo uvažovat o vytvoření nového klubu v Římě, ale nejprve se týkaly pouze tří hlavních klubů ve městě: Alba, Fortitudo a Lazio. Vyjednávání však narazilo na procenta dluhu různých klubů, které by nové partnerství muselo zdědit. V té chvíli bylo Lazio nahrazeno jiným klubem Roman, který měl dostupnost pro uspokojení ekonomických potřeb a solidní podnikovou organizaci. Přínos toho byl ve skutečnosti rozhodující spíše na úrovni administrativní než na úrovni čistě sportovní. Téměř všechny hráče nově zrozeného klubu dodala Alba a Fortitudo, zatímco Roman dal sídlo a manažery. A tak se zrodil klub Associazione Sportiva Roma (AS Řím). Nový klub měl stejný tvar erbu jako Fortitudo a barvy byli po klubu Roman.
Poté se ještě v roce 1931 znovu založil, ale po dvou letech byl rozpuštěn. Po válce se klub rozhodl hrát ve 4. lize, kde odehrál pět let, ale poslední sezonu odehrál 1951/52 v 5. lize. 